# 4batz
4batz, pseudonimo di Neko Bennett (Dallas, 5 novembre 2003), è un cantante e rapper statunitense.
Dopo avere pubblicato i primi brani nel 2023, Bennett ha ottenuto visibilità grazie al singolo Act II: Date @ 8, che è andato virale e ha ricevuto anche un remix in partecipazione con Drake, raggiungendo la settima posizione della Billboard Hot 100.

## Biografia
Bennett si è avvicinato alla musica già in giovane età, ascoltando sia R&B che rap.
Ha pubblicato il suo singolo di debutto Act I: Stickerz '99 il 27 giugno 2023. Il singolo è stato seguito da Act II: Date @ 8, pubblicato durante il dicembre successivo e accompagnato, come il brano precedente, da una From the Block Performance, ovvero un format dell'omonimo canale YouTube durante il quale gli artisti si esibiscono nel loro brano camminando per il loro quartiere. Proprio grazie a questo video, Bennett è andato virale soprattutto su TikTok a causa della sua estetica tipicamente da rapper che contrastava la sua musica R&B e la sua voce soave. Successivamente, il brano ha ottenuto un discreto successo, raggiungendo la cinquantanovesima posizione della Billboard Hot 100 e la settima della Hot R&B Songs durante gennaio 2024.
Grazie a questa attenzione mediatica, Bennett si è guadagnato il co-sign di artisti del calibro di Kanye West, Drake e SZA. Il 3 marzo 2024 ha pubblicato il suo terzo singolo, intitolato Act III: On God (She Like), e cinque giorni dopo, l'8 marzo, è stato reso disponibile un remix di Act II: Date @ 8 in collaborazione con il rapper canadese Drake, che era già stato mostrato in anteprima da Bennett pochi giorni prima attraverso il suo profilo Instagram. Il remix, pubblicato attraverso l'etichetta discografica di Drake OVO Sound, ha raggiunto la settima posizione della Billboard Hot 100, oltre a raggiungere la vetta della classifica dei brani R&B. Il giorno seguente alla pubblicazione del remix è stato annunciato che Bennett aveva firmato un contratto proprio con la OVO Sound valido per la pubblicazione di un extended play. In seguito, sono trapelate in rete immagini di Bennett che registrava in studio con Chris Brown e, successivamente, con Kanye West. Il 28 marzo è uscito un freestyle di Bennett intitolato Put Yo Gun 2 Use OntheRadar Freestyle.
Il 2 maggio ha reso disponibile un singolo intitolato Act V: There Goes Another Vase in anticipazione al suo mixtape di debutto U Made Me a St4r, pubblicato il giorno seguente. Il mixtape, distribuito non dalla OVO come si pensava, bensì dalla casa discografica indipendente Gamma, è composto da undici tracce e una sola collaborazione, quella di Kanye West nel remix di Act III: On God (She Like).
Nel marzo 2025 è riconosciuto con l'iHeartRadio Music Award al miglior nuovo artista R&B dell'anno.

## Stile e influenze
La musica di Bennett è stata definita come "un alt-R&B delicato, atmosferico e bramoso con beat lo-fi e influenze hip-hop", venendo paragonato a Brent Faiyaz, The-Dream, PartyNextDoor, Tim Vocals con alcune differenze, come la voce, nettamente più acuta, e l'immagine. La sua estetica, infatti, è più simile a quella di un rapper drill, con Bennett che nei suoi video tende a essere circondato da un gruppo di amici che, secondo Peter A. Berry di Complex, "sembra uscito da un video di Lil Baby", mentre Bennett e i suoi amici indossando tipici capi di abbigliamento da rapper, come passamontagna e grillz, e movenze tipiche della cultura hip hop.
Bennett ha affermato, durante un'intervista con Billboard, di essere cresciuto ascoltando artisti R&B e soul vecchia scuola come i Jodeci, i Sade, Anita Baker, i Mint Condition e gli Intro con sua nonna e sua madre, venendo tuttavia influenzato anche dalla musica rap e in particolare da DMX.

## Discografia

### Mixtape
- 2024 – U Made Me a St4r

### Singoli
- 2023 – Act I: Stickerz '99
- 2023 – Act II: Date @ 8 (solo o remix feat. Drake)
- 2024 – Act III: On God? (She Like)
- 2024 – Put Yo Gun 2 Use OnTheRadar Freestyle
- 2024 – Act V: There Goes Another Vase